# SV Jenapharm Jena
Der SV Jenapharm Jena ist ein deutscher Sportverein, der in der thüringischen Stadt Jena beheimatet ist. „Jenapharm“ steht für den Namen des Hauptsponsors, einem in Jena ansässigen Pharmaunternehmen. Der Verein unterhält die Abteilungen Fußball, Hockey, Volleyball, Kanu, Leichtathletik, Gymnastik, Kegeln und Schach (Stand 2008). Der SV Jenapharm ist Nachfolger der 1950 gegründeten Betriebssportgemeinschaft Chemie Jena.

## Abteilung Fußball

Historisches Logo der BSG Chemie Jena

Historisches Logo der BSG Jenapharm Jena

Nach Ende des Zweiten Weltkriegs, als in Ostdeutschland alle früheren Sportvereine verboten und zunächst durch lockere Sportgemeinschaften ersetzt wurden, spielte von Anfang an die von den Zeiss-Werken unterstützte Fußballmannschaft die dominierende Rolle. Als ab 1948 in Ostdeutschland das System der Betriebssportgemeinschaften aufgebaut wurde, wurde 1950 durch den VEB Jenapharm die BSG Chemie Jena gegründet. Das Pharmawerk trat künftig auch als Trägerbetrieb mit finanzieller und struktureller Unterstützung auf. Neben einer starken Hockey-Sektion (1953 Vizemeister) wurde auch eine Fußballsektion aufgebaut.
Die Fußballmannschaft nahm bereits im Sommer 1950 an den Spielen um den DDR-Fußballpokal teil und unterlag erst in der 2. Runde dem Oberligisten ZSG Industrie Leipzig. Im Ligabereich übernahm Chemie Jena den Landesklassenplatz der BSG Otto Schott. In der Saison 1951/52 belegten die Chemiker in der Landesliga Thüringen Rang 7 und qualifizierten sich damit für die ab 1952 neu eingerichtete damals drittklassige Bezirksliga Gera. Dort wurde die Mannschaft auf Anhieb Bezirksmeister und stieg in die DDR-Liga auf. Am Ende der Spielzeit 1953/54 reichte es jedoch nur zum vorletzten Platz, sodass der Gang zurück in die Bezirksliga angetreten werden musste. Dort wurde man zum zweiten Mal Bezirksmeister, scheiterte anschließend jedoch in der Aufstiegsrunde zur neuen II. DDR-Liga. Anschließend folgten drei Jahre in der nun viertklassigen Bezirksliga, abgeschlossen 1958 mit dem erneuten Abstieg in die Bezirksklasse. Es folgten die sofortige Rückkehr und 1963 der dritte Bezirksmeistertitel. In zwei Ausscheidungsspielen um den Aufstieg in die DDR-Liga (die II. Liga war eingestellt worden) zog die BSG Chemie jedoch mit 0:5 und 1:0 gegen Motor Eisenach den Kürzeren. In der Saison 1963/64 wiederholte sich das Vorjahresergebnis – Bezirksmeister, in der Aufstiegsrunde gescheitert.
Nach dem Gewinn der fünften Bezirksmeisterschaft wurde endlich das Ziel Rückkehr in die Zweitklassigkeit erreicht. Hinter Motor Nordhausen erreichte Chemie Jenas Platz 2 in der Aufstiegsrunde. Mit einem zunächst 19-köpfigen Aufgebot mit einem Durchschnittsalter von 26 Jahren nahm der 40-jährige Trainer Rolf Hüfner die DDR-Liga-Saison 1966/67 in Angriff. Er baute insbesondere auf den ehemaligen Nationalspieler Günter Imhof und den oberligaerfahrenen Walter Larisch (43 Oberligaspiele für Chemie Halle). Nach nur drei Siegen in den 15 Spielen der Hinrunde zeichnete sich jedoch bereits ab, dass es schwer werden würde, wenigstens den Klassenerhalt zu schaffen. Nachdem in der Rückrunde die ersten sieben Spiele sämtlich verlorengegangen waren, wurde Trainer Hüfner durch den inzwischen als Spieler zurückgetretenen Imhof ersetzt. Obwohl dieser noch sechs neue Spieler aufbot und sich damit der Kader auf 29 eingesetzte Aktive dramatisch erhöhte, konnte auch der Ex-Internationale den Abstieg nicht verhindern. Mit drei Siegen, 3 Unentschieden und 24 Niederlagen sowie einem Torkonto von −57 wurde die BSG Chemie weit abgeschlagen Tabellenletzter. Nachdem zum Eröffnungsspiel gegen die FSV Lokomotive Dresden noch 2000 Zuschauer gekommen waren, kamen über die gesamte Saison im Durchschnitt nur 900 Besucher.
| Stammaufgebot der Saison 1966/67 Dieter Lohmann (27 Jahre/30 Punktspiele) Franz Thoß* (24/9), Günter Werther (26/28), Klaus Schimmelschmidt (25/29) Heinz Willsch (30/22), Walter Larisch (30/30) Peter Wöhrl (23/25), Horst Kaspar (24/22), Ludwitzak (?/13), Lutz Mühlig (26/19), Manfred Busch (22/11) * 2. Hs. Röhrig (?/11) |

Von 1967 bis 1975 war Chemie Jena durchgehend in der Bezirksliga vertreten. Am Ende der Saison 1974/75 musste die Mannschaft erneut den Gang in die Bezirksklasse antreten, stieg aber sofort mit dem Rekordergebnis von 63:1 Punkten und 131:22 Toren wieder auf. Danach blieb die BSG Chemie, 1982 in BSG Jenapharm umbenannt, bis 1989 in der Bezirksliga Gera, stieg dann in die Bezirksklasse ab.
Als SV Jenapharm nahm die 1. Fußballmannschaft 1990 den Fußballbetrieb in der Bezirksklasse Ostthüringen Staffel II auf, wo gleich der Aufstieg in die Bezirksliga Ostthüringen erreicht wurde. 1995 gelang als Siebenter der Sprung in die neugebildete Landesklasse Thüringen. In den folgenden Jahren stieg der Verein bis in die Kreisliga ab. 2011 gelang der Aufstieg in die achtklassige Regionalklasse (Staffel 2). Nach der Verbandsstrukturreform im Thüringer Fußball-Verband spielt der Verein 2012/13 in der Kreisoberliga Jena-Saale-Orla (8. Liga).

## Statistik
- Teilnahme DDR-Liga: 1953/54, 1966/67
- Ewige Tabelle der DDR-Liga: Rang 158

## Personen
- Robert Enke begann als Nachwuchsspieler bei der BSG Jenapharm, später Bundesliga- und Nationalspieler